# Gassensor

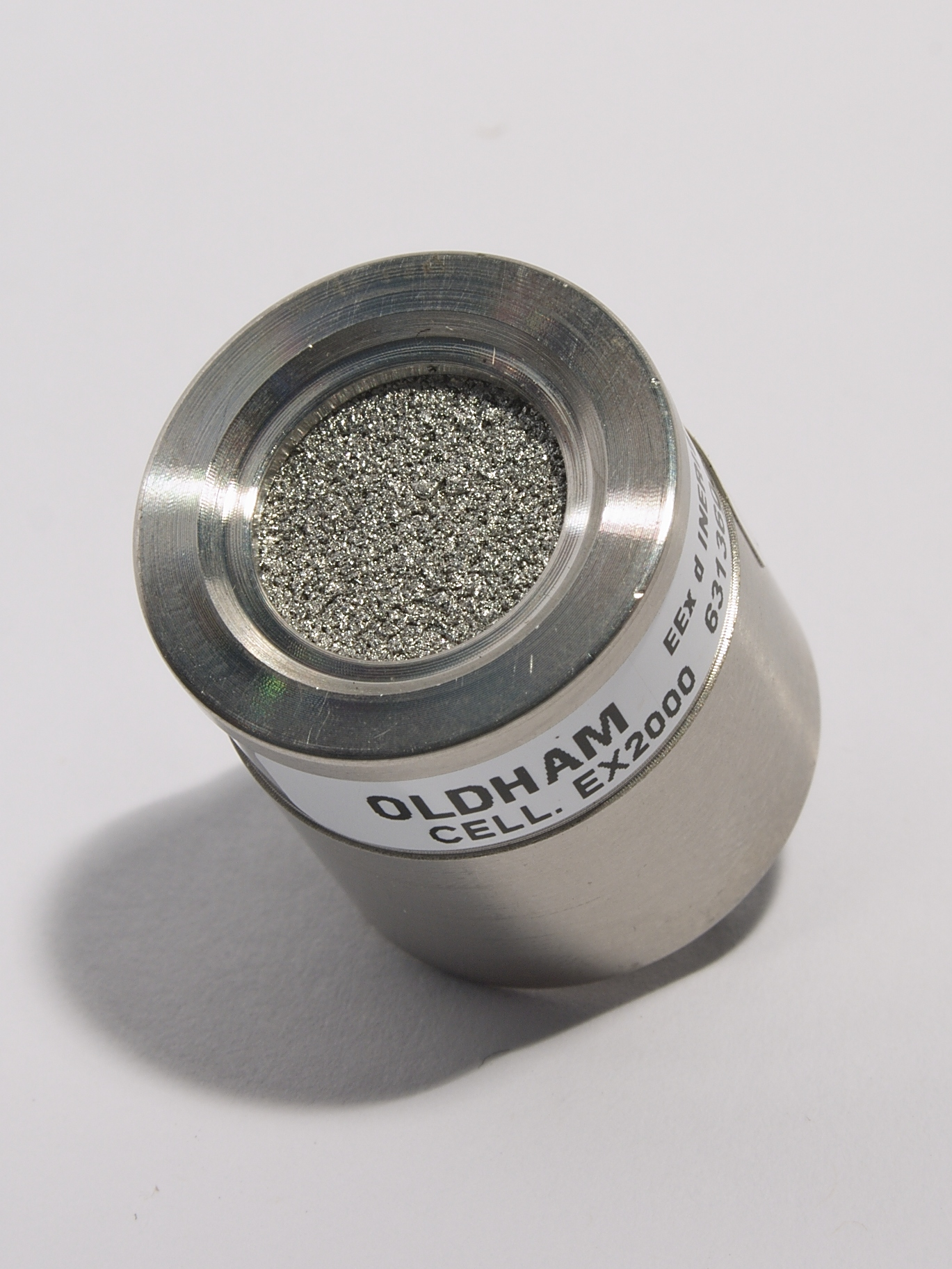
Gassensor-Einsatz zur Detektion von Methan und anderen brennbaren Gasen

Ein Gassensor ist ein Chemosensor für die Detektion gasförmiger Substanzen. Der Anteil bestimmter chemischer Inhaltsstoffe des Gases wird vom Sensor in ein elektrisches Signal umgewandelt.

## Einsatzgebiete und wirtschaftliche Bedeutung

### Einsatzgebiete und Beispielanwendungen
Bedingt durch sinkende Preise und steigendes Sicherheitsbewusstsein verbreiten sich Gassensoren in Massenmärkten. In fast jedem neu gebauten Automobil und in fast jedem Haushalt sind Gassensoren zu finden.
- Rohrleitungs- und Anlagenbau: Leckageortung

- Sicherheitstechnik: Explosionsschutz (Methan- und Kohlenstoffmonoxid-Detektion in Bergwerken, Wasserstoff-Detektion bei Brennstoffzellen), Detektion von Gaslecks (Erdgasversorgung, Flüssiggas), Vergiftungsschutz (personengebundene Kohlenstoffmonoxid- und Schwefelwasserstoff-Überwachung), Leckageerkennung (Überwachung von flüchtigen organischen Komponenten in Chemielagern, Lösungsmitteln und Kühlmitteln), Brandmelder (Brandgasdetektion durch intelligente Melder), Drogentest (Atemalkoholtest für den Straßenverkehr), Detektion chem. Kampfstoffe (Sprengstoff, Giftgas). Einsatz in Gas Protection Units von Geldautomaten.[1]

- Emissionsmessung (Motorregelung über Lambda-Sonde, Fahrzeugdiagnose, Messung gasförmiger Immissionen im städtischen Verkehr)

- Komfort: Luftgüte in Innenräumen (automatische Lüftungsklappe im PKW, Gebäudemanagement, Dunstabzug)

- Qualitätssicherung: Leckageerkennung (Lösemittelerkennung), Prozessüberwachung (Lambda-Sonde)

### Wirtschaftliche Bedeutung
Es gibt weltweit unterschiedliche Schwerpunkte. Die Kohlenstoffmonoxid-Detektion ist sehr verbreitet in den USA und zunehmend auch in Europa, während in Asien Gassensoren vornehmlich zur Detektion von Erdgas in Hausinstallationen und Heizungsanlagen verwendet werden. Im Automobilbau ist die Lambdasonde, ein Sauerstoffsensor, wesentlicher Bestandteil des Motormanagements und ermöglicht zusammen mit dem Fahrzeugkatalysator eine wesentliche Verringerung gesundheitsschädlicher Emissionen. Metalloxid-Halbleitergassensoren zur automatischen Ansteuerung der Umluftklappe der Innenraumlüftung waren anfänglich nur in Europa zu finden, nun weltweit. Die Überwachung der Luftgüte in der industriellen Sicherheitstechnik und beim Gebäudemanagement ist vornehmlich in Nordamerika, Afrika und Europa verbreitet, zunehmend auch in Asien. Der globale Markt für Gassensor- und Gasanalyse-Systeme wurde für 2018 auf etwa 1,5 Milliarden Dollar geschätzt, wobei Deutschland bei der Herstellung von Sensoren hinter den USA und Japan auf Platz 3 in der Rangliste der Weltmarktführer lag.

## Anforderungen an Gassensoren
- hohe Selektivität: Einschränkung der Sensorreaktion auf eine Zielsubstanz[2]
- hohe Empfindlichkeit: Gasdetektion in gewünschtem Konzentrationsintervall, zwischen wenigen ppb[3][4] und 100 Volumenprozent[5]
- Stabilität: chemisch, elektrisch, mechanisch[2]
- lange Lebensdauer: von einigen Monaten bis zu 10 Jahren und mehr[6][2]
- für schnelle Anwendungen: kleine thermische und chemische Zeitkonstanten
- niedriger Leistungsbedarf
- einfache Kalibrierfähigkeit bei möglichst großen Zeiträumen zwischen den erforderlichen Kalibrationen
- geringe Exemplarstreuung
- einfache Handhabbarkeit
- geringer Preis

Je nach Anwendungsfall werden diese Anforderungen unterschiedlich stark gewichtet.

## Messprinzipien und Funktionsweisen

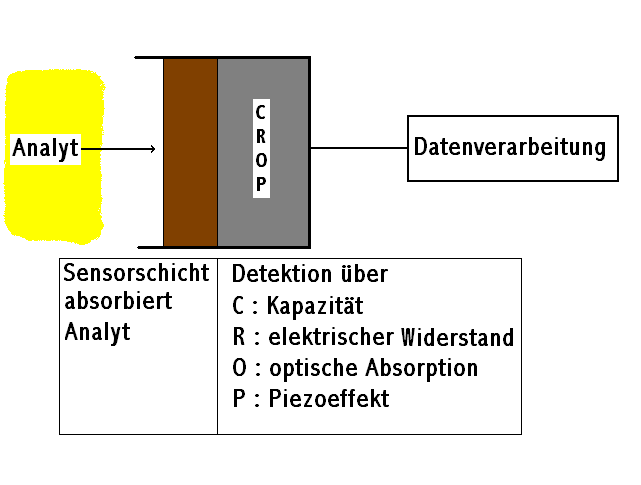
Prinzip eines Chemosensors als Gassensor

### Problematik chemischer Sensoren
Chemische Sensoren gibt es spätestens seit der Erfindung der Clark-Elektrode 1962 (ob bspw. frühere Formen der Galvanischen Zelle oder die Grubenlampe in diese Kategorie fallen, ist Definitionssache). Während Sensoren zum Messen physikalischer Größen wie beispielsweise Temperatur, Druck und Beschleunigung i. d. R. wasser- und luftdicht verschlossen sind, steht ein chemischer Sensor wie der Gassensor in direkter Wechselwirkung mit seiner Umgebung. Dadurch ist er auch wesentlich anfälliger für Vergiftung (Umwelteinflüsse, die den Sensor unempfindlich werden lassen), Querempfindlichkeit (Stoffe außer der Zielkomponente, die ein Sensorsignal hervorrufen), Korrosion, Langzeitdrift, Nullpunktdrift und Temperaturdrift.

### Übersicht Messprinzipien
Es gibt viele Möglichkeiten der Gasdetektion, die sich nach der Art der Umsetzung der chemischen Information in eine elektronische unterscheiden. Letztlich muss immer ein elektronisches Signal vorliegen, das von der nachfolgenden Elektronik verarbeitet werden kann. Bis es aber so weit ist, erfolgt eine u. U. vielschichtige Umsetzung über verschiedene physikalische Größen und Sensorprinzipien, von denen hier eine Auswahl vorgestellt wird. Je nach Anwendungsfall (Welches Gas soll detektiert werden? Welche Konzentrationen sind zu erwarten? Wie schnell muss die Messung erfolgen? Welchen Umweltbedingungen ist der Gassensor ausgesetzt? Wie teuer darf der Sensor sein? Wie ist seine kommerzielle Verfügbarkeit? Welche Wartungsintervalle sind zulässig? usw.) muss ein geeignetes Sensorprinzip ausgewählt werden.

#### Physikalische Messmethoden
Ausnutzung molekularer Eigenschaften zur Detektion: Wärmeleitfähigkeit, Molekülmasse, Diffusionsverhalten, Molekülstruktur (magnetische Eigenschaften, bspw. Paramagnetismus beim Sauerstoffsensor), Molekülstabilität (Bindungsenergie) und Molekülbeweglichkeit.

#### Chemische Messmethoden
Ausnutzung chemischer Eigenschaften wie Reaktivität, Oxidierbarkeit und Reduzierbarkeit.

### Elektrische Prinzipien

#### Resistiv, Chemo-Resistor
Bei resistiven Prinzipien beeinflusst das zu messende Gas oder Gasgemisch direkt die Leitfähigkeit einer gasempfindlichen Sensorschicht. Diese Widerstandsänderung dient als Messgröße. Beispiele:
- anorganischer Metalloxid-Halbleiter (MOX)[8]
- organisches Phthalocyanin[8]
- leitfähiges Polymer[8]

#### Kapazitiv
Messgröße ist hier die Kapazität eines Kondensators, die beeinflusst wird durch ein gasempfindliches Dielektrikum. Beispiele:
- Polymersensoren zur Feuchtemessung[8]

#### Potentiometrisch
Beim potentiometrischen Sensor wird vom Sensor selbst eine Spannung erzeugt, die direkt messbar ist. Beispiele:
- Festkörper-Ionenleiter (Lambdasonde)[9]
- Chemo-Transistor (Polymer-Feldeffekttransistor)[8]

#### Amperometrisch
Ein amperometrischer Sensor liefert einen messbaren Strom. Beispiele:
- elektrochemische Zelle (Clark-Elektrode, Brennstoffzelle)[8]
- Flammenionisationsdetektor[10]
- Photoionisationsdetektor[11]

#### Thermisch
Bei thermischen Prinzipien wird die Temperaturerhöhung aufgrund einer chemischen Reaktion an der Sensoroberfläche gemessen oder direkt die Wärmeleitfähigkeit des Gases als Messgröße verwendet.

##### Thermochemisch
Auf der Sensoroberfläche finden chemische Reaktionen statt, bei denen Energie in Form von Wärme abgegeben wird. Diese Temperaturerhöhung wird gemessen. Beispiel:
- Wärmetönungssensor (z. B. Pellistor)

##### Thermisch-physikalisch
Direkte Messung der Wärmeleitfähigkeit der Gasatmosphäre. Beispiel:
- Wärmeleitfähigkeitsdetektor[9]

#### Gravimetrisch
Bei gravimetrischen Sensoren wird eine Massenänderung gemessen. Gasmoleküle lagern sich beispielsweise auf der Oberfläche eines Schwingquarzes ab und verändern dadurch seine Resonanzfrequenz. Solche Sensoren arbeiten nach dem Prinzip eines piezoelektrischen Sensors. Beispiele:
- Quarzkristall-Mikrowaagen
- akustische Oberflächenwelle

#### Optisch
Optische Gassensoren nutzen die optischen Eigenschaften eines mit Gas gefüllten Probenraumes. Beispiele:
- Brechungsindex
- Absorptionsspektrum im Infrarotbereich, IR-Spektroskopie, Thermosäulen mit vorgesetzten Filtern
- Intensität, Lumineszenz

#### Biochemisch
Biochemische Gassensoren folgen dem biologischen Vorbild der Umsetzung von bestimmten Stoffen oder Stoffgruppen. Sie verwenden verschiedene der oben aufgeführten Prinzipien zur Wandlung des Signals. Siehe Hauptartikel Biosensor.

### Funktionsweisen gängiger Sensorprinzipien

#### Wärmetönungseffekt

##### Funktionsprinzip
Bei Wärmetönungssensoren entsteht der Sensoreffekt durch die Verbrennung von adsorbierten Gasen an der Oberfläche eines Katalysators. Damit eine chemische Reaktion abläuft, ist eine Aktivierungsenergie notwendig. Der Katalysator bewirkt eine Herabsetzung dieser Aktivierungsenergie. An seiner Oberfläche bilden sich Zwischenzustände der Reaktion, die ohne ihn nicht möglich wären. Gasmoleküle werden aufgetrennt (homolytische Dissoziation) und stehen den Reaktionspartnern an der Katalysatoroberfläche zur Verfügung. Dieser Vorgang findet auch in jedem Fahrzeugkatalysator statt. Hierbei reagiert beispielsweise ein Ausgangsstoff (Stickstoffmonoxid, NO) zu zwei Reaktionsprodukten (Sauerstoff und Stickstoff). Bei Gassensoren reagieren jedoch meistens zwei Ausgangsstoffe zu nur einem Produkt, beispielsweise Kohlenstoffmonoxid und Sauerstoff zu Kohlenstoffdioxid. Der Katalysator selbst ist an der Reaktion im Idealfall nicht beteiligt und bleibt unverändert. Katalysatormaterialien sind beispielsweise Edelmetalle wie Platin (Pt) oder Palladium (Pd) aber auch Metalloxide wie beispielsweise Manganoxid oder Kupfer(II)-oxid.
Der Katalysator hat keinen Einfluss auf die Energiebilanz einer Reaktion, sondern beeinflusst lediglich die Geschwindigkeit, mit der die Reaktion abläuft. Die Geschwindigkeit der Reaktion der Ausgangsstoffe zum Reaktionsprodukt, hängt von der Konzentration der Reaktionsteilnehmer und der Temperatur ab.
Die Reaktion findet nur auf der Katalysatoroberfläche an katalytisch aktiven Oberflächenplätzen (aktive Zentren) statt. Die Adsorption des gasförmigen Stoffes verläuft hierbei exotherm, also unter Abgabe von Wärmeenergie und die Desorption endotherm (Aufnahme von Wärmeenergie aus der Umgebung). Wird dem Katalysator ein Stoff angeboten, der nicht mehr von der Oberfläche desorbiert, weil nicht genügend Desorptionsenergie zur Verfügung steht, so wird der Katalysator durch diesen Stoff vergiftet, da die aktiven Zentren blockiert werden. Katalysatorgifte sind beispielsweise Schwefelverbindungen (SO2, H2S) oder silikonhaltige Stoffe aus Ölen oder Reinigungsmitteln (z. B. Hexamethyldisiloxan (HMDS, Weichmacher in Kabelisolierungen)).
Geht bei einer chemischen Reaktion ein Teilchen von einem Zustand mit einer höheren Energie in einen Zustand niedriger Energie über, so kann die Energiedifferenz in Form von Wärme abgegeben werden. Daraus resultiert im statischen Fall eine Temperaturerhöhung des Systems. D. h. die Messung der Temperatur kann also zur Bestimmung der Reaktionsrate herangezogen werden, die wiederum von der Konzentration der vorhandenen Reaktionspartner abhängig ist.
Dieser Effekt wird bei sogenannten Pellistoren ausgenutzt, indem die Wärmetönung durch die Widerstandsänderung eines Platindrahtes aufgrund der erhöhten Temperatur messtechnisch erfasst wird. Der Heizdraht dient hierbei gleichzeitig als Temperatursensor (Widerstandsthermometer). Durch Pellistoren lassen sich brennbare Gase (z. B. Methan, Propan, Butan, Wasserstoff) nachweisen. Nichtbrennbare Gase werden durch einen Pellistor i. A. nicht erkannt, da der Effekt zu gering ist. Deswegen eignet sich der Pellistor vornehmlich für hohe Gaskonzentrationen im unteren Prozent-Bereich und wird häufig zur Überwachung von Grenzwerten (Explosionsgrenze), beispielsweise im Explosionsschutz eingesetzt.

##### Bauformen
Die klassische Bauform eines Pellistors ist ein Widerstandsheizer in Form eines gewickelten Platindrahtes eingebettet in einer Keramik-Perle. Diese Perle ist mit einer katalytisch aktiven Substanz beschichtet. Die Reaktionswärme dringt durch die Oberfläche der Perle zu dem Platindraht. Durch die Erwärmung ändert dieser seinen Widerstand, was als Messgröße dient. Siehe Explosimeter. Um die zur Heizung benötigte Leistungsaufnahme zu reduzieren, wird daran gearbeitet, Pellistoren auch mikromechanisch in Siliciumtechnologie herzustellen. Hierbei wird ein Siliciumchip so bearbeitet, dass als Träger für die Sensorschicht eine sehr dünne (wenige Mikrometer) Membran bleibt. Die größten Vorteile dieser Membrankonstruktion sind: Geringer Leistungsbedarf, da wegen der dünnen Membran (d. h. hoher Wärmewiderstand) weniger Energie benötigt wird, um die Betriebstemperatur zu erreichen. Massenfertigung im Batch-Prozess.

##### Vorteile
- robust
- preiswert
- lineare Sensorreaktion in Abhängigkeit von der Gaskonzentration[17]
- relativ leicht kalibrierbar (Einpunkt-Kalibrierung)[17]

##### Nachteile
- geringe Empfindlichkeit (Messbereich typisch 0–100 % UEG), da für eine ausreichend hohe Wärmetönung verhältnismäßig große Gaskonzentrationen notwendig sind.
- geringe Selektivität: Jedes Gas, das auf der Katalysatoroberfläche des Pellistors verbrennt und eine messbare Wärmetönung hervorruft, wird von dem Pellistor als Widerstandserhöhung registriert, so dass eine selektive Bestimmung der Gasart schwierig ist.
- relativ hoher Leistungsbedarf (0,1[18] –4 W)[17]

#### Metalloxid-Halbleitergassensoren (MOX)

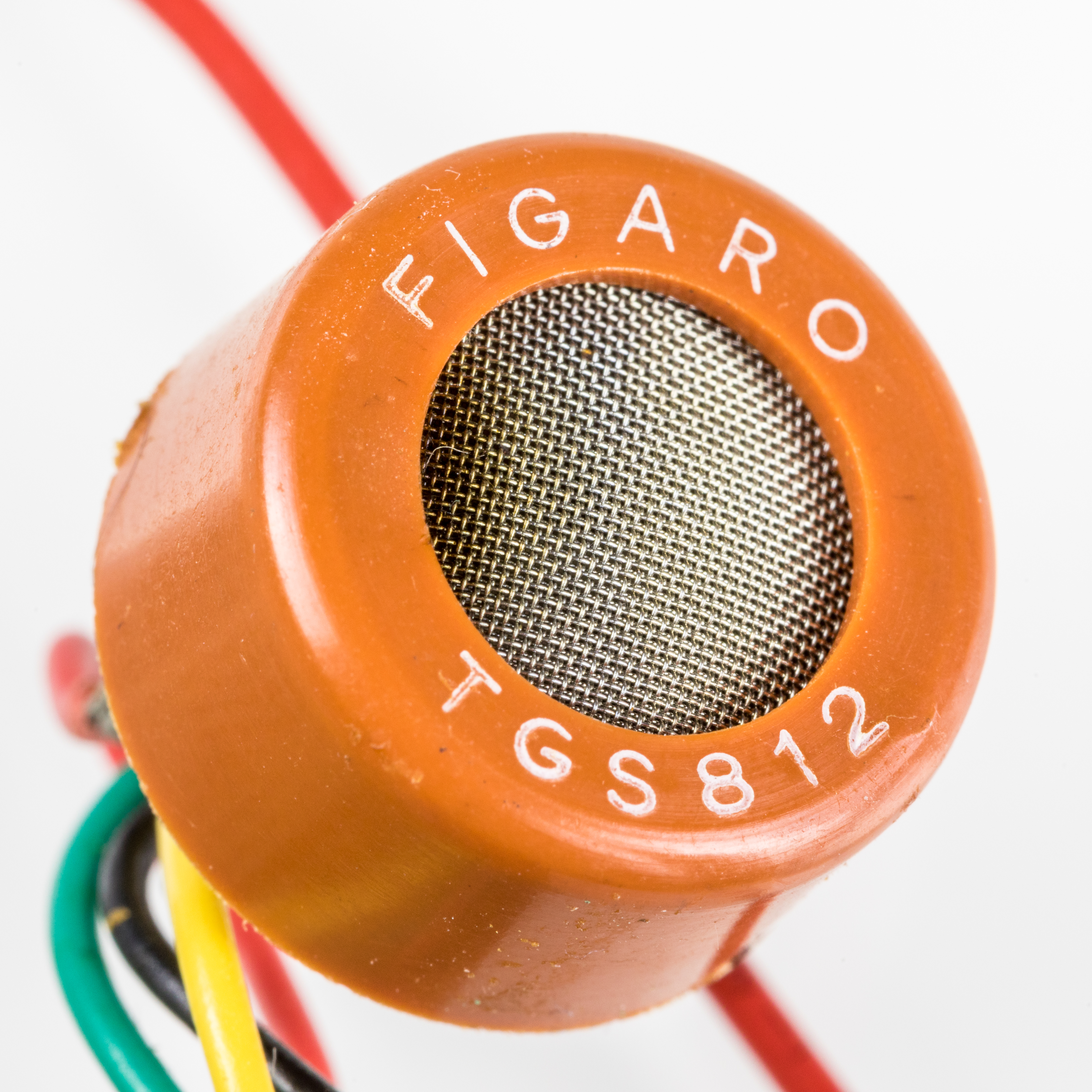
Ein Halbleiter-Gassensor

##### Funktionsprinzip
Metalloxid-Gassensoren verfügen über eine i. d. R. elektrisch beheizte Schicht eines halbleitenden Metalloxids, wie beispielsweise Zinn(IV)-oxid (SnO2), welches in Abhängigkeit der umgebenden Gasatmosphäre seinen elektrischen Widerstand ändert. Dieser Widerstand kann mit einer integrierten oder separaten elektronischen Schaltung ausgewertet und in ein Konzentrationssignal übersetzt werden. Neben der Konzentration des Zielgases wirken sich auch der physikochemische Zustand der Schicht sowie die Konzentration von Luftfeuchte und weiteren Gasen auf das Widerstandssignal aus, sodass die Berechnung der Konzentration i. d. R. ausgefeilte Auswertealgorithmen und die Berücksichtigung von Querempfindlichkeiten erfordert.
Die Widerstands- bzw. Leitfähigkeitsänderung bei den eingesetzten Halbleitermaterialien (neben SnO2 gehören dazu bspw. Zinkoxid, Titandioxid und Kupfer(II)-oxid) beruht auf elektrochemischen Prozessen an der Grenzfläche zwischen der Sensorschicht und der sie umgebenden Gasatmosphäre. Dies gilt auch für organische Halbleitergassensoren auf Basis von bspw. MePTCDI oder Phtalocyaninverbindungen.
Bei Zinndioxid-Sensoren wirken Sauerstofffehlstellen im Kristallgitter wie eine n-Dotierung des Materials. Sauerstoffmoleküle aus der Umgebungsluft adsorbieren auf der Sensoroberfläche. Dadurch entstehen an der Oberfläche geladene Sauerstoffspezies. Aufgrund der energetischen Lage der Adsorptionsplätze an der Zinndioxidoberfläche (im Bändermodell unterhalb des Fermi-Niveaus), nimmt der Sauerstoff Elektronen aus dem Halbleiterinnern auf, sodass eine Raumladungszone entsteht. Im Bändermodell spricht man von einer Bandverbiegung, die zu einer Verringerung der Leitfähigkeit an der Oberfläche führt.
Wenn die Sauerstoffspezies ihrerseits mit brennbaren Gasen reagieren (etwa bei der Reaktion von Kohlenstoffmonoxid zu Kohlenstoffdioxid), werden die Sauerstoffspezies der Oberfläche entzogen. Im Bändermodell stellt sich das so dar, dass die energetische Lage des Reaktionsproduktes oberhalb des Fermi-Niveaus liegt und nicht besetzt ist, wodurch wieder ein Elektron an den Halbleiter abgegeben wird, das Reaktionsprodukt desorbiert und die Leitfähigkeit wieder steigt. Es bildet sich so ein Gleichgewicht zwischen Adsorption und Desorption von Sauerstoff, Kohlenstoffmonoxid und Kohlenstoffdioxid. Dies führt zu einer Veränderung in der Sauerstoff-Bedeckung der Oberfläche des Sensors, wodurch sich die Höhe der Bandverbiegung (Energiebarriere) ändert und damit die Leitfähigkeit des Sensors, was makroskopisch in einer Veränderung des Widerstandes messbar ist.
Reduzierende Gase wie z. B. Kohlenstoffmonoxid und Wasserstoff bewirken im n-Halbleiter eine Erhöhung der Leitfähigkeit, während oxidierende Gase die Leitfähigkeit verringern. Der Betrag der Änderung der Leitfähigkeit ist hierbei von der Gaskonzentration abhängig.
Die obige Betrachtung gilt modellhaft für einkristallines HL-Material. Wie beschrieben wirkt sich die Leitfähigkeitserhöhung bzw. ‑verringerung an der Randzone, der Korngrenze des Kristalls aus. Um die Empfindlichkeit zu erhöhen, werden viele dieser Korngrenzen benötigt, weshalb man in der Sensorherstellung versucht, dem HL-Material eine möglichst polykristalline Struktur zu geben. Damit möglichst viele Gasmoleküle die Korngrenzen erreichen, sollte die Oberfläche außerdem möglichst porös sein. Der Elektronenfluss durch den Sensor wird dann durch die Energiebarriere an den Korngrenzen dominiert.
Die Höhe der Energiebarriere wiederum ist abhängig von der Gaskonzentration, so dass sich im Betrieb bei konstanter Temperatur folgender experimenteller Zusammenhang ergibt:
{\displaystyle G=G_{0}\cdot c^{r}}
{\displaystyle G}: Leitwert, {\displaystyle G_{0}}: Grundleitwert, {\displaystyle c}: Gaskonzentration, {\displaystyle r}: empirisch ermittelter Exponent
Dieser Zusammenhang ist allerdings extrem vereinfacht und gilt nur unter kontrollierten Laborbedingungen für ein Gas. Die komplexen chemischen Reaktionsmechanismen, die sich auf dem Sensor abspielen sind immer noch Gegenstand aktueller Forschung.

##### Bauformen
Zur Herstellung der sensitiven Schichten sind zwei Technologien am häufigsten verbreitet: Dünnschicht- und Dickschichttechnologie. Bei der Dünnschichttechnologie sind Schichtdicken im Bereich von 10 nm bis 5 µm üblich, die durch physikalische oder chemische Verfahren, wie beispielsweise thermisches Aufdampfen, Sputtern oder Chemische Gasphasenabscheidung aufgebracht werden.
Dickschichttechnologie bezeichnet Beschichtungsverfahren, mit denen Schichten zwischen 10 µm und 80 µm hergestellt werden. Ein Beispiel hierfür ist das Siebdruckverfahren, bei dem eine pastenförmige Masse mit einer Rakel durch eine Schablone auf das Sensor-Trägermaterial (Substrat) aufgebracht wird. Diese Herstellungsmethode wird benutzt, um möglichst poröse Schichten zu erzeugen. Die Porosität vergrößert die Oberfläche des Sensormaterials, wodurch mehr Gas an die Korngrenzen gelangt und dadurch die Empfindlichkeit erhöht wird.
So wie es unterschiedliche Verfahren für die Herstellung der Sensorschicht gibt, existieren verschiedene Technologien für das Sensor-Substrat. Bei traditioneller Bauweise wird ein Keramiksubstrat verwendet, auf dem die gassensitive Metalloxidschicht aufgebracht wird. Im Vergleich dazu gibt es auch MOX-Sensoren mit mikrostrukturierten Aufbau in Si-Technik mit Membranstruktur. Das Keramiksubstrat ist mehrere Hundert µm dick und erfordert, verglichen mit der etwa 5000-mal dünneren Si-Membran eine wesentlich höhere Heizleistung (≈ 2 W bei Keramiksubstraten, ≈ 80 mW bei Membranstrukturen). Die Membran besteht meistens aus Siliciumdioxid oder Siliciumnitrid und hat eine geringe Wärmekapazität und einen hohen Wärmewiderstand. Dadurch erwärmt die durch den Heizer eingebrachte Heizleistung quasi nur die Membran, während der Chiprahmen nahezu auf Umgebungstemperatur bleibt. Der Aufbau in Siliciumtechnologie verringert somit die benötigte Heizleistung und ermöglicht die Massenfertigung im Batch-Prozess.
Der Taguchi-Sensor
Ein bekannter Sensor ist der von Naoyoshi Taguchi entwickelte „Figaro-Sensor“ auf Zinnoxidbasis. Der Typ TGS 813 wird besonders als Nachweis für Erdgas, Methangas verwendet, der Typ TGS 822 dient zum Nachweis von Alkohol, Ammoniak usw. Schon im Jahr 1988 wurden beispielsweise 400.000 Stück des Sensors TGS 813 (guter Nachweis für Erdgas und Methan) verkauft.
Die Empfindlichkeit beim Taguchi-Sensor hängt entscheidend von der durchschnittlichen Korngröße des Zinnoxids ab und diese sollte eine Korngröße von 10 nm nicht überschreiten. Bei ganz trockener Luft ist die Empfindlichkeit des TGS 822 auf Ethanol sehr stark eingeschränkt. Die Spannungsänderung sinkt stark ab. Im Bereich 30–60 % Luftfeuchtigkeit reagiert der TGS 822 auf Ethanol zwar auch auf Änderungen der Luftfeuchtigkeit, jedoch nur sehr marginal.
Ist nur ein Gas vorhanden, so kann die Bestimmungen der relativen Konzentration durch Kalibrierung ermittelt werden.

##### Vorteile
- preiswert durch Massenfertigung
- hohe Empfindlichkeit im ppm-Bereich
- lange Lebensdauer (abhängig von Bauart (klassisch, mikromechanisch))

##### Nachteile
- Nichtlineare Sensorreaktion in Abhängigkeit von der Gaskonzentration
- hohe Drift und Alterung (Abhängig auch von Bauart: klassisch, mikromechanisch)
- Kalibrierung wegen Nichtlinearität schwierig
- Querempfindlichkeiten z. B. Luftfeuchtigkeit
- geringe Selektivität
- hoher Energieverbrauch durch erforderliche Betriebstemperatur (1–4 W) (herabgesetzt durch Miniaturisierung und Dünnschicht-Technologie)

#### Infrarotoptische Gassensoren (NDIR)

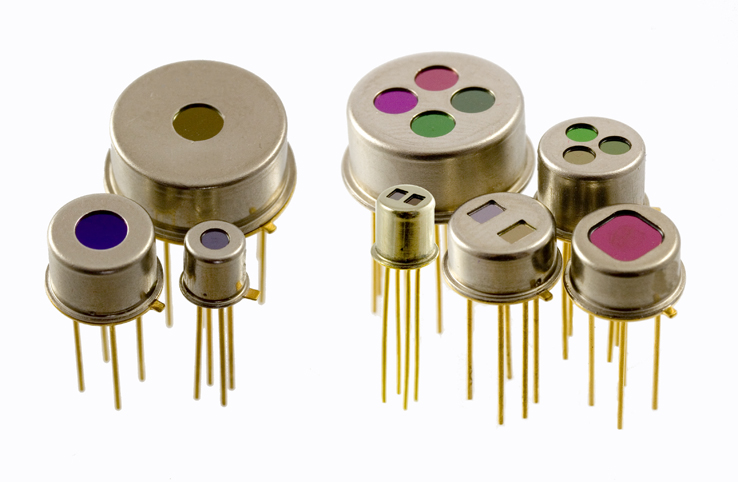
Verschiedene pyroelektrische NDIR-Sensoren

##### Funktionsprinzip
NDIR-Gassensoren nutzen zur Messung der Gaskonzentration die unterschiedliche Absorption infraroter Strahlung durch Gase in ähnlicher Weise wie die Absorptionsspektrometrie. Die Abkürzung NDIR steht für NichtDispersiv InfraRot. Im Gegensatz zur Spektrometrie wird der interessierende Spektralbereich nicht punktweise (dispersiv) durchfahren. Vielmehr wird in einem einzigen Schritt ein Summensignal gebildet.

###### Absorption von Infrarotstrahlung durch Gase
Die Strahlungsabsorption bei Gasen erfolgt im infraroten Wellenlängenbereich hauptsächlich durch die Anregung von Schwingungen und Rotation der Gasmoleküle. Die Erklärung liefert die Quantenphysik. Die notwendigen Energien ergeben sich aus den Abständen der Energieniveaus der quantenmechanischen Grundzustände {\displaystyle E_{0}} zu den angeregten Zuständen {\displaystyle E_{1}}. Möglich sind aber auch Übergänge zwischen höheren Niveaus. Im ersten Fall können dann Photonen der Energie
{\displaystyle E_{1}-E_{0}={\frac {h\cdot c}{\lambda }}}
absorbiert werden. Darin sind h und c Naturkonstanten (Planck-Konstante und Lichtgeschwindigkeit) und λ die Wellenlänge der Strahlung. Es müssen aber weitere Bedingungen erfüllt sein. So sind Übergänge nur zwischen energetisch benachbarten Zuständen erlaubt. Damit eine Wechselwirkung von elektromagnetischer Strahlung mit dem Gas überhaupt stattfinden kann, muss sich das Dipolmoment des anzuregenden Moleküls bei der Absorption ändern.
Letzteres ist nicht bei allen Gasen möglich. So können bei Edelgasen keine Schwingungen oder Rotationen angeregt werden, da deren Moleküle nur aus einem einzigen Atom bestehen. Auch elementare zweiatomige Moleküle wie Sauerstoff oder Stickstoff absorbieren im infraroten Spektralbereich nicht, da sie kein permanentes Dipolmoment besitzen und bei ihnen auch nur Schwingungen möglich sind, die kein Dipolmoment erzeugen. Allerdings ist die Existenz einen permanenten Dipolmoments keine Voraussetzung für eine Strahlungsabsorption. So hat das Kohlendioxidmolekül zwar kein permanentes Dipolmoment, absorbiert aber sehr gut Infrarotstrahlung. Die symmetrischen Streckschwingungen bewirken hier keine Änderung des Dipolmoments und damit auch keine Absorption. Diese wird durch die Anregung von Knick- und asymmetrischen Streckschwingungen bewirkt.

###### NDIR-Messprinzip

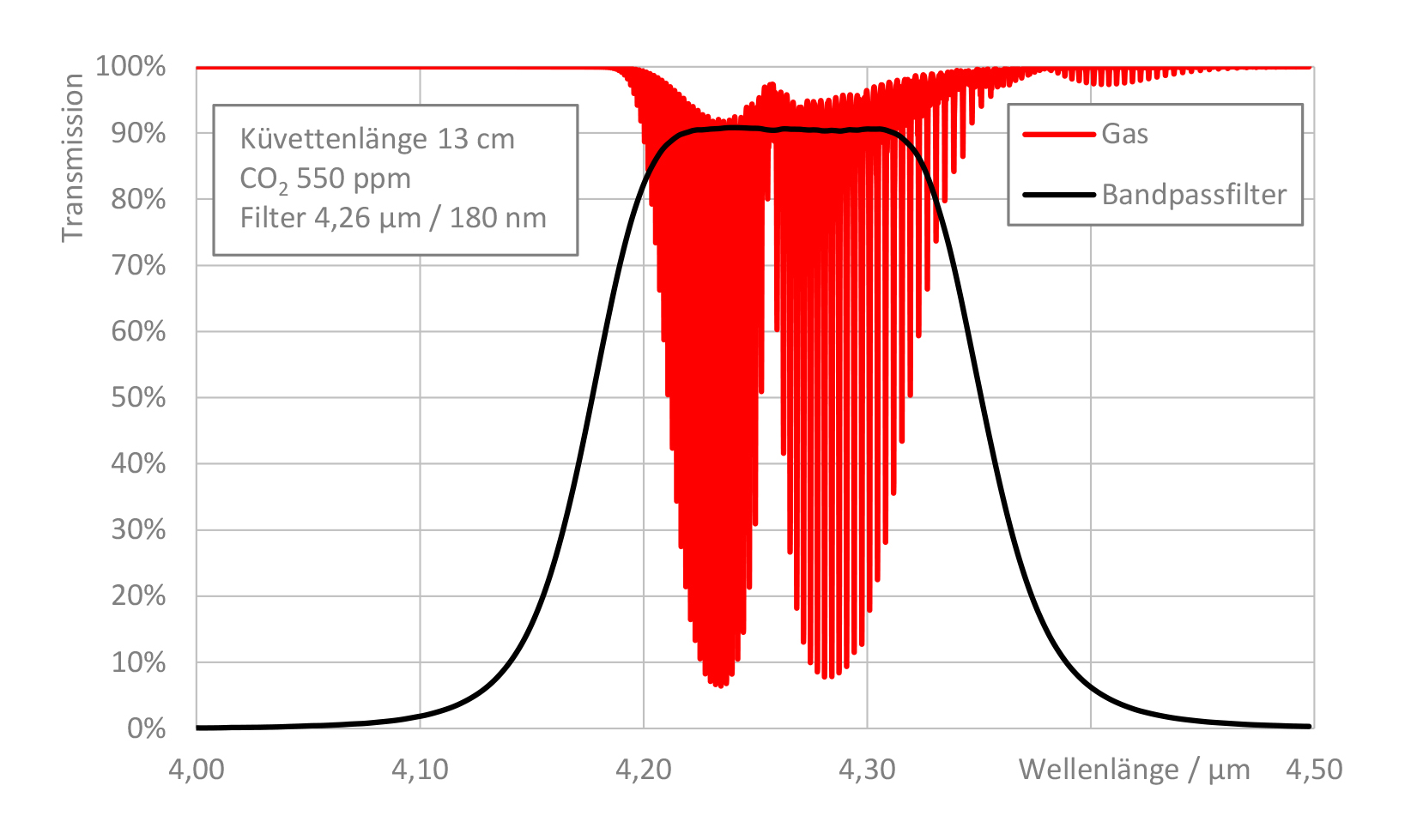
Transmission von 550 ppm Kohlendioxid auf 13 cm und eines passenden Bandpassfilters

Beim NDIR-Prinzip wird die optische Transmission des Gases in einem ausgewählten Spektralbereich gemessen. Dieser wird mittels eines Bandpassfilters so festgelegt, dass er möglichst genau eine ausreichend intensive und charakteristische Absorptionsbande des Gases umschließt. Die Abbildung zeigt das am Beispiel des Kohlendioxids.
Daraus kann mittels des Lambert-Beer'schen Gesetzes die Konzentration des Gases berechnet werden:
{\displaystyle T_{\text{G}}=e^{-\alpha cd}}
Darin sind {\displaystyle T_{\text{G}}} die Transmission des Gases, {\displaystyle \alpha } der Absorptionskoeffizient, {\displaystyle c} die Konzentration des Gases und {\displaystyle d} die Länge des Absorptionspfades. In Gasmessgeräten ist die Pfadlänge meist die innere Länge der Gasküvette, das heißt der Abstand zwischen den optischen Küvettenfenstern. Zu beachten sind die Bedingungen und Grenzen für die Gültigkeit des Gesetzes. Zum Beispiel gibt es Abweichungen bei hohen Konzentrationen, da hier die Wechselwirkung der Gasmoleküle nicht mehr vernachlässigt werden kann, wie das beim Lambert-Beer'schen Gesetz vorausgesetzt wird. Praktisch wird meist ein prinzipieller Aufbau wie in der Abbildung Transmissionsmessanordnung genutzt.

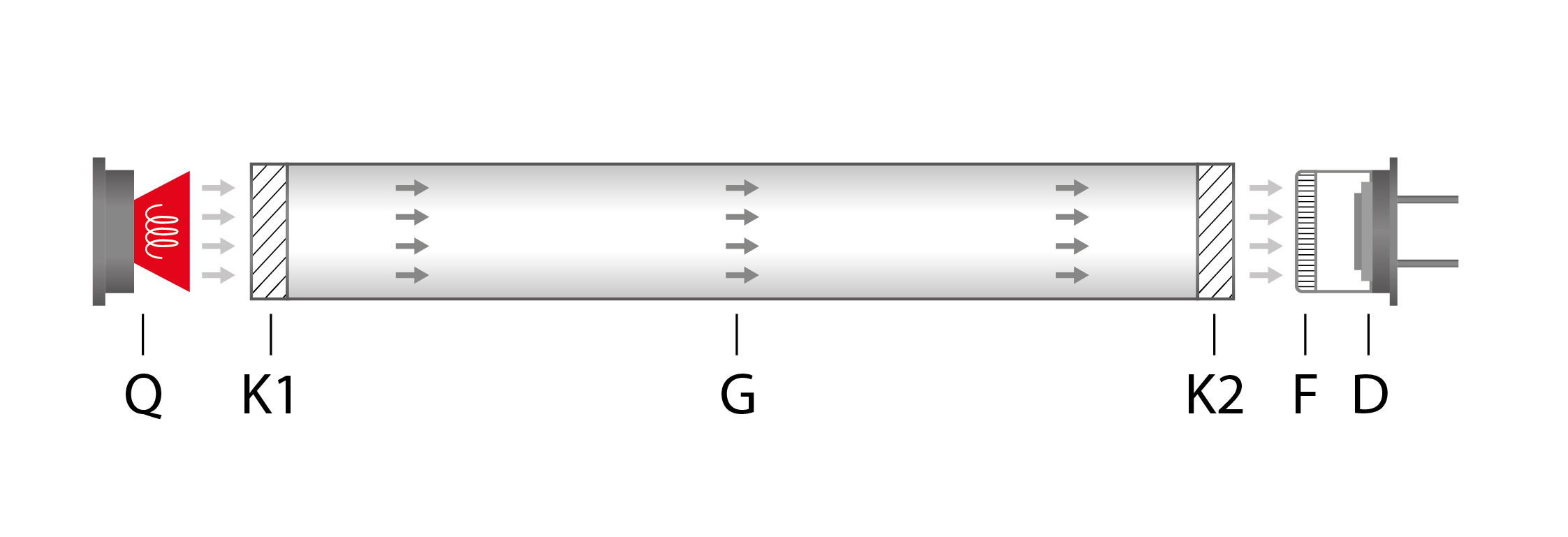
Transmissionsmessanordnung beim NDIR-Prinzip

Darin sind Q eine Infrarotstrahlungsquelle, K1 und K2 die Fenster der Gasküvette mit dem Gas G, F der optische Bandpassfilter und D ein breitbandiger Infrarotdetektor. Als Detektoren werden meist sogenannte thermische Detektoren verwendet. Diese wandeln zunächst die Strahlung über eine breitbandig absorbierende Schicht in eine Temperaturerhöhung eines temperatursensitiven Elements wie einen pyroelektrischen Chip oder ein Thermopile um. Letzteres erzeugt dann über eine weitere Umwandlung und gegebenenfalls eine Verstärkung das Sensorsignal. Für professionelle Gasmessstrecken werden auf Grund der höheren Detektivität meist pyroelektrische Detektoren eingesetzt.
Die Signalspannung ergibt sich dann als spektrale Summe über alle Produkte aus der spezifischen Ausstrahlung der Quelle {\displaystyle S(\lambda )}, der Empfindlichkeit des Detektors {\displaystyle E(\lambda )}, der Detektorfläche {\displaystyle A} und den Transmissionen aller Elemente dazwischen {\displaystyle T_{X}(\lambda )}:
{\displaystyle U=\int _{\lambda _{1}}^{\lambda _{2}}S(\lambda )\cdot T_{K1}(\lambda )\cdot T_{G}(\lambda )\cdot T_{K2}(\lambda )\cdot E(\lambda )\cdot A\cdot d\lambda }
Für die Berechnung des Signals genügt es, wenn Anfang und Ende des Integrationsbereichs ({\displaystyle \lambda _{1}} und {\displaystyle \lambda _{2}}) so festgelegt werden, dass alle Bereiche erfasst werden, die Beiträge zum Signal liefern könnten.
Zur Elimination der Konstanten verwendet man meist den Quotienten aus dem Signal mit Gas und ohne Gas. Letzteres kann in einem Mehrkanaldetektor durch einen Referenzkanal realisiert werden, bei dem ein Bandpassfilter verwendet wird, in dessen Durchlassbereich keine Absorptionsbanden der im zu messenden Gemisch vorkommenden Gase liegen. In der praktischen Anwendung wird das Gasmessmodul häufig mit Hilfe von Prüfgasgemischen kalibriert.

##### Bauformen
Die Bauformen von NDIR-Gasmessmodulen werden wesentlich von der Konstruktion der Gasküvette bestimmt. Die einfachste Variante der Küvette ist ein Rohr, an dessen Enden sich Strahlungsquelle und Detektor mit Bandpassfilter befinden. Die Länge der Küvette sind einige Millimeter bis einige zehn Zentimeter.
Kleinere Bauformen erreicht man durch einen gefalteten Strahlengang mittels Reflektoren. Bei allen steckbaren Modulen sind in der Regel Strahler und Detektor auf einer Seite angeordnet und gegenüber ein Reflektor. Die Abmessungen sind wenige Zentimeter.
Werden große Pfadlängen benötigt, zum Beispiel bei schwach absorbierenden Gasen, sind die vorgenannten Konstruktionen nicht mehr anwendbar. Es werden dann Zellen mit Vielfachreflexionen eingesetzt, zum Beispiel Pfund-, White-, Herriott- oder ähnliche Zellen.

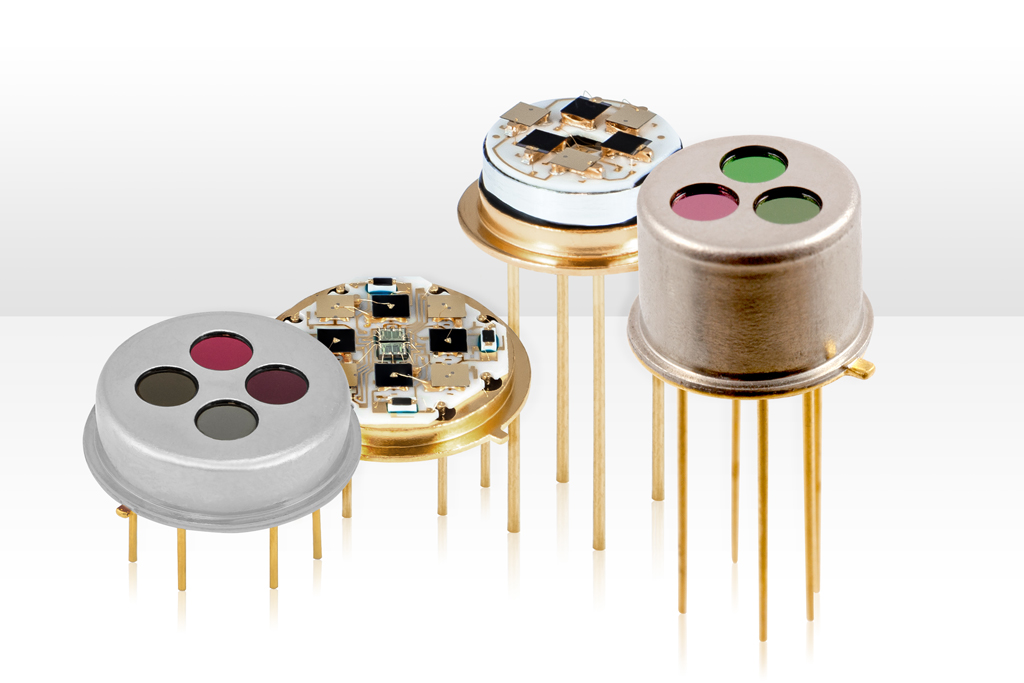
Pyroelektrische NDIR-Gassensoren im TO-Gehäuse
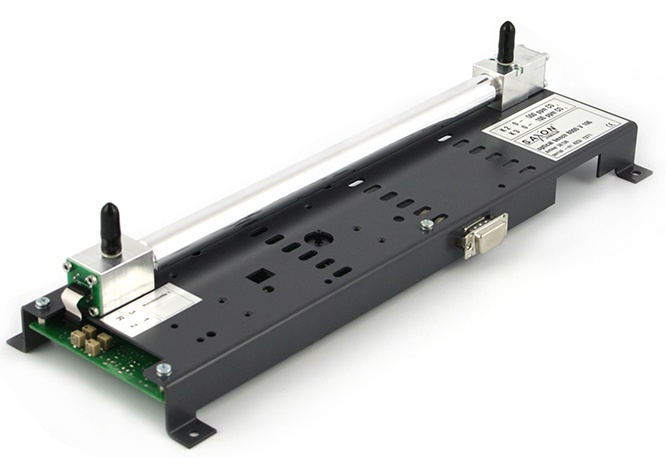
NDIR-Gasmessmodul
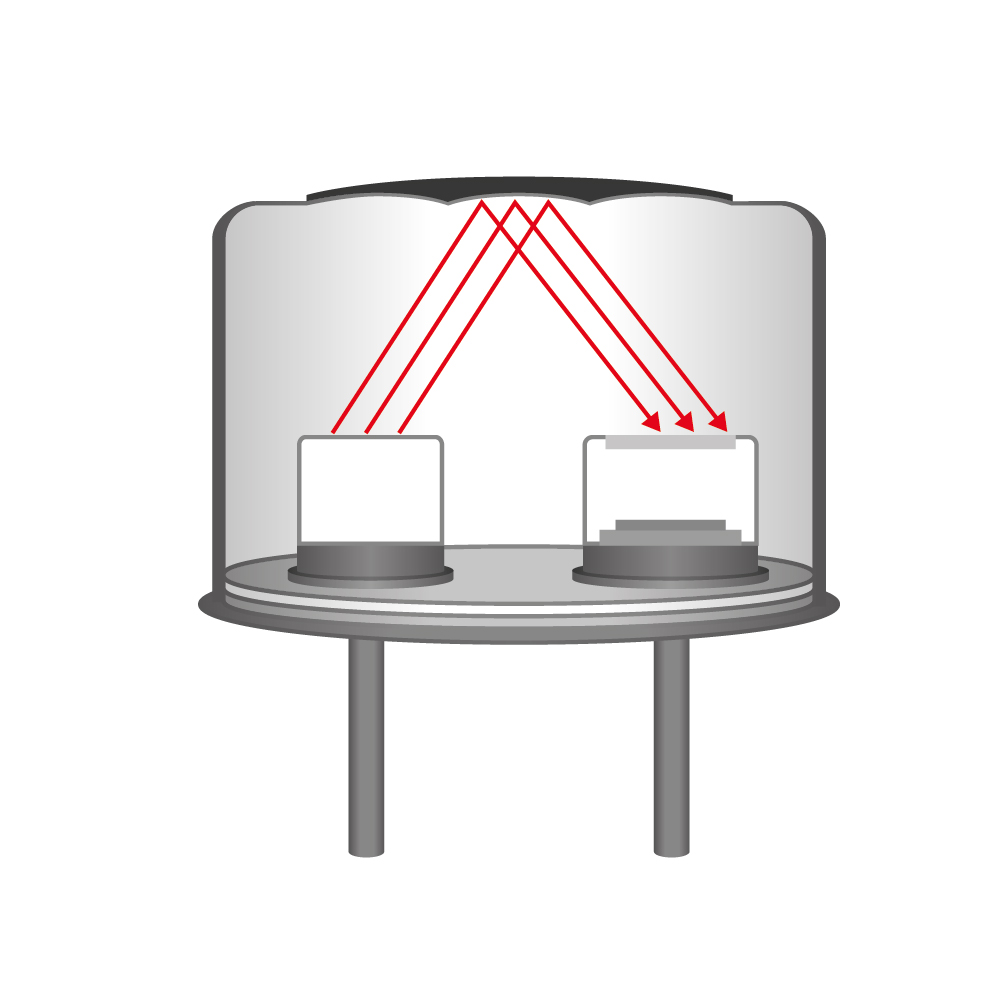
Steckbares Modul mit internem Reflektor
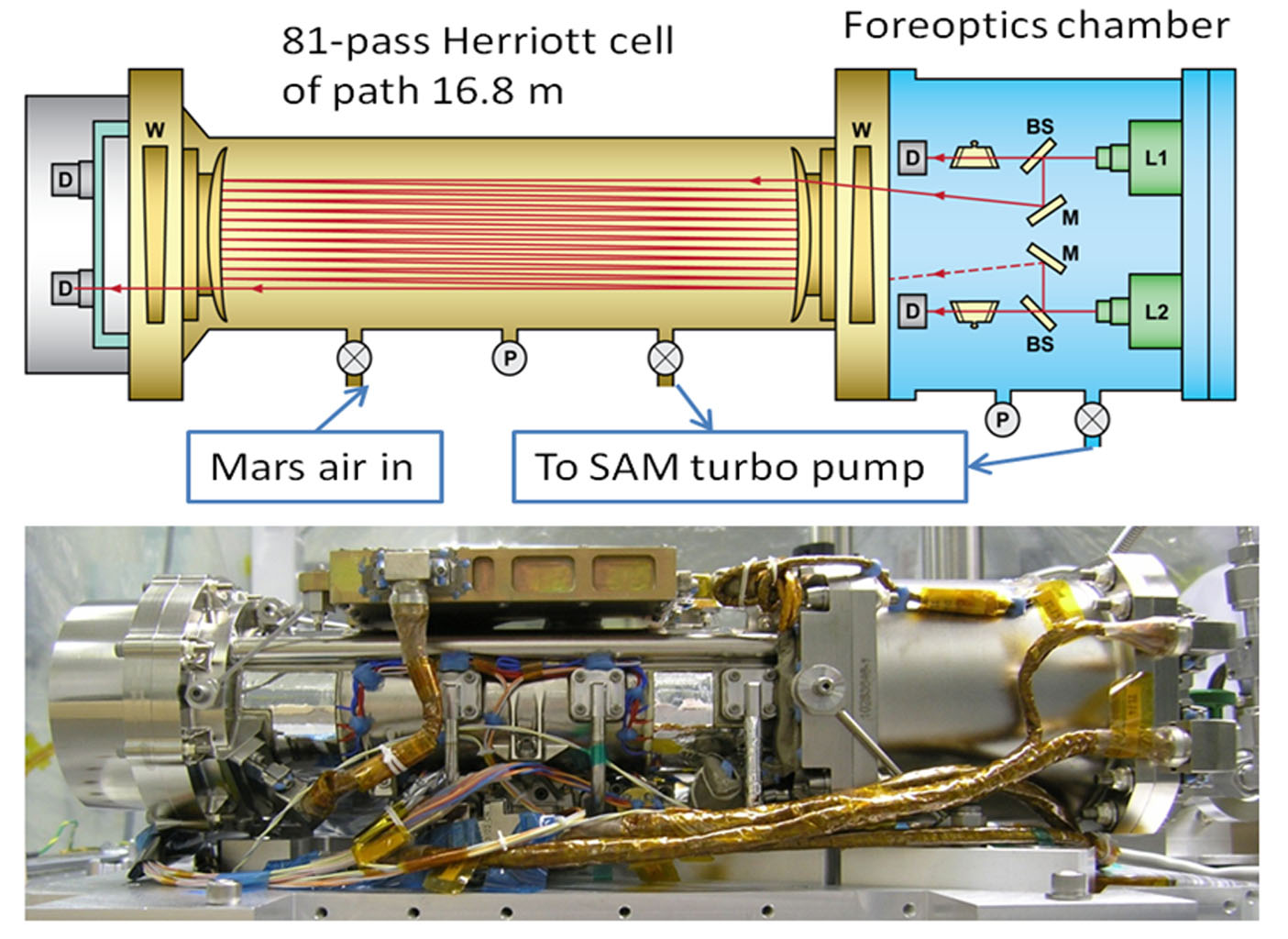
NASA PIA19086 Tunable Laser Spectrometer on NASA's Curiosity Mars Rover.jpg

##### Vorteile
NDIR-Gasmessgeräte sind einfach, robust und kostengünstig. Sie kommen bei einer getakteten Strahlungsquelle völlig ohne mechanisch bewegte Teile aus. Das Prinzip erlaubt bei Nutzung eines zusätzlichen Referenzkanals eine einfache Funktionskontrolle. Wenn in einem Gasgemisch die Konzentration weniger, bekannter Gase von einigen 10 ppm bis 100 % mit mittlerer Auflösung gemessen werden soll, ist das Verfahren besonders geeignet. Es bietet sich deshalb insbesondere für tragbare oder ortsfeste Betriebsmessgeräte und Gaswarneinrichtungen an.

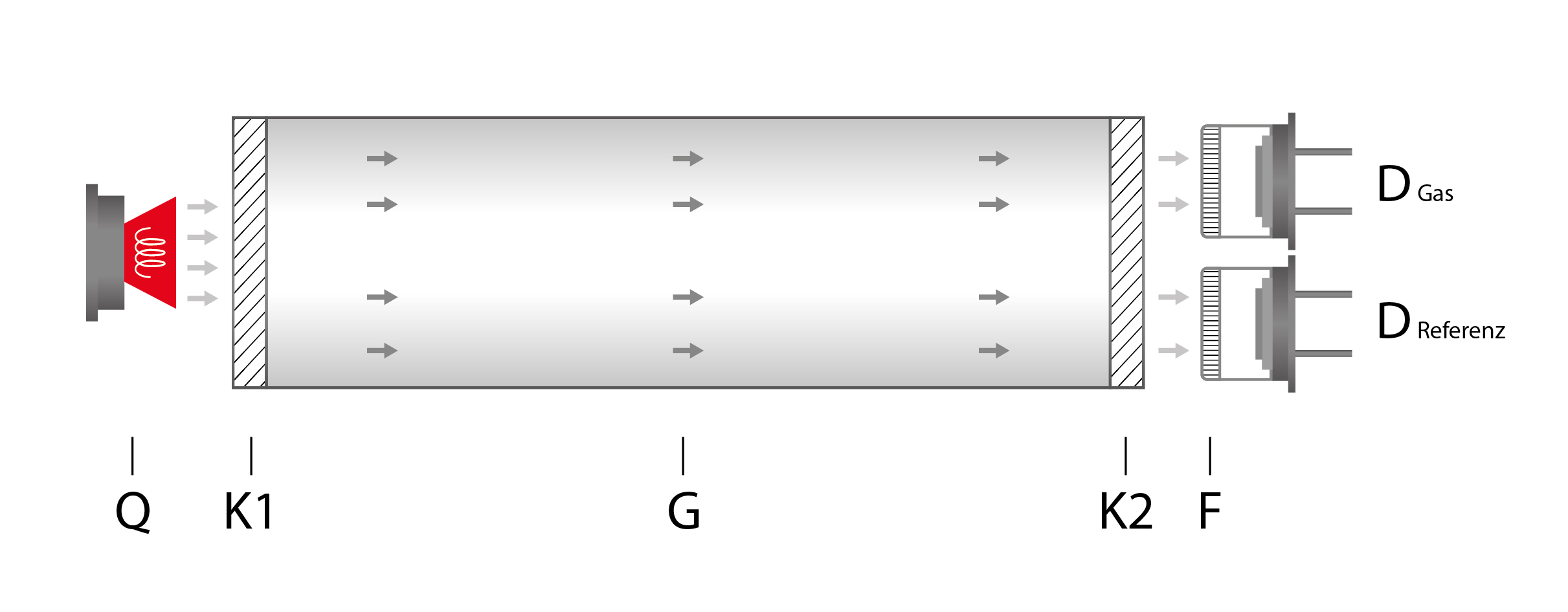
NDIR-Messprinzip mit Referenzkanal
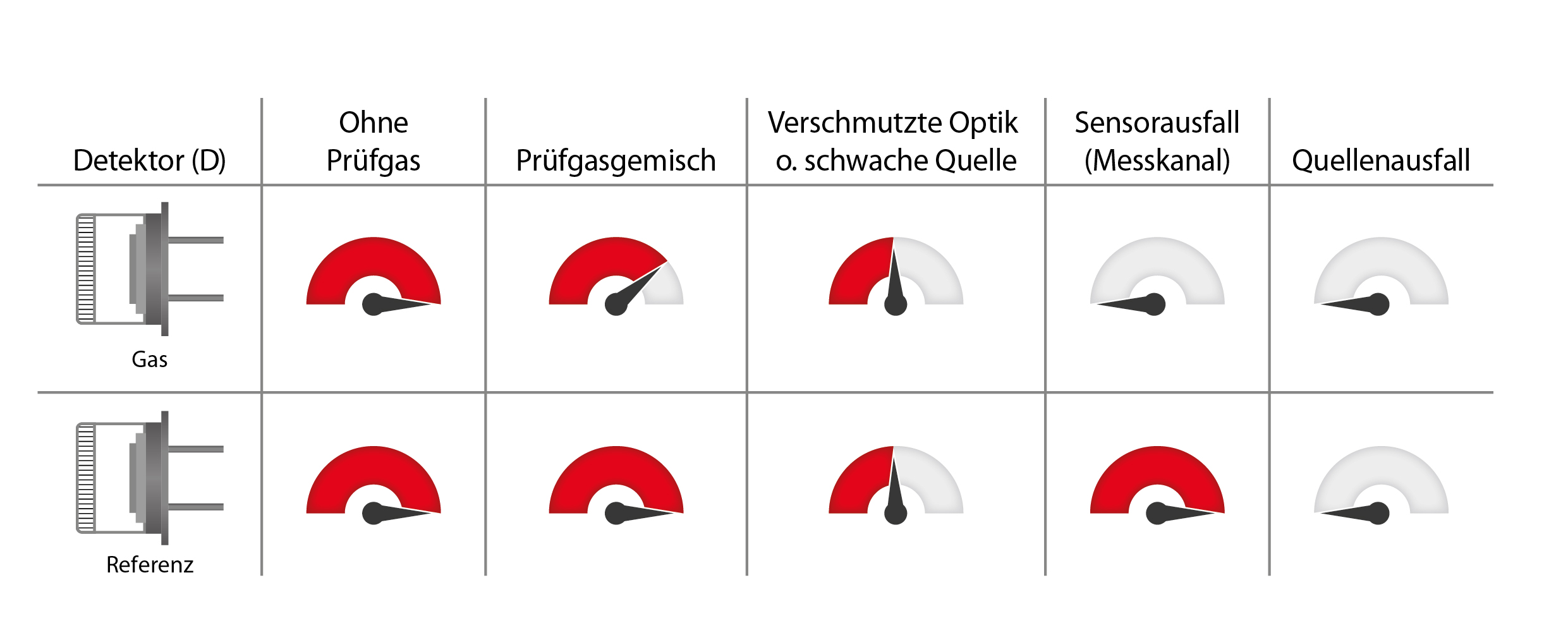
Reaktion des Mess- und des Referenzkanals

##### Nachteile
Das Verfahren ist nur bei infrarotaktiven Gasen verwendbar. Edelgase und elementare zweiatomige Gase (wie Sauerstoff oder Stickstoff) können nicht gemessen werden. Ferner müssen die Absorptionsbanden des zu messenden Gases bekannt sein, um die passenden Bandpassfilter auswählen zu können. Ein Gasmessmodul ist deshalb auch immer auf die Gase festgelegt, wofür es entwickelt wurde. Schwach absorbierende Gase erfordern große Pfadlängen und damit entweder lange Küvetten oder komplizierte Mehrfachreflexionszellen. Geringe Konzentrationen schwach absorbierender Gase und hohe Konzentrationen stark absorbierender Gase können nicht mit der gleichen Küvette gemessen werden. Sehr geringe Konzentrationen im unteren ppm- oder ppb-Bereich sind nicht messbar. Auf Grund des exponentiellen Zusammenhangs im Lambert-Beer'schen Gesetz unterliegt auch die Messauflösung einem solchen, das heißt die Messauflösung wird mit steigender Konzentration schlechter. Müssen sehr viele Gase gemessen werden, wird das Verfahren ungeeignet, da für jedes Gas ein Kanal verwendet werden müsste. Auch Gase mit eng benachbarten oder sich überlappenden Absorptionsbanden sind nur mit hohem Aufwand unterscheidbar. Durch Messung im Bereich einer zweiten Absorptionsbande lassen sich solche Gase allerdings oft trennen. Das erfordert jedoch einen weiteren Messkanal.

### Betriebsarten und Selektivitätssteigerung
Die meisten Funktionsprinzipien von Gassensoren sind meist sehr breitbandig, d. h. der Sensor reagiert auf sehr viele verschiedenartige Stoffe aus der Umgebung gleich. Ziel der Hersteller ist es aber, möglichst selektive Sensoren herzustellen.

#### Sensorschichtoptimierung
Eine Möglichkeit Selektivität zu erzeugen ist die gezielte Sensorschichtoptimierung auf eine Zielkomponente bzw. Stoffgruppe bspw. durch Zugabe von Katalysatormaterialien.

#### Filter
Eine weitere Methode zur Selektivitätssteigerung ist es, Filter zu verwenden. Diese sind im Sensorgehäuse vor der sensitiven Schicht angebracht und filtern unerwünschte Komponenten (Querempfindlichkeit).

#### Betriebsarten

##### Einzelsensor, Konstantbetrieb
Die Betriebstemperatur von Wärmetönungs- oder MOX-Sensoren liegt zwischen 200 °C und 500 °C. Ein Einzelsensor wird so betrieben, wenn das Messproblem einfach ist und beispielsweise nur eine Gruppe von Gasen nachgewiesen werden sollen (z. B. Alarmschwelle von brennbaren Gasen mit einem Pellistor). Die Signalauswertung und elektronische Beschaltung ist hierbei oft eine Messbrücke. Zur Kompensation des Einflusses der Umgebungstemperatur und Luftfeuchte sind meist zwei Einzelsensoren in einem Gehäuse untergebracht, von denen einer passiviert wurde.
Bei komplexeren Problemstellungen wie beispielsweise der Analyse von Gasgemischen oder der Detektion eines Zielgases vor einem dominanten Störhintergrund erfordert einen wesentlich höheren Aufwand intelligenter Betriebsarten und Signalauswertung mit multivariaten Analysemethoden (Hauptkomponentenanalyse, Diskriminanzanalyse, künstliches neuronales Netz, elektronische Nase).

##### Sensorarray
Werden unterschiedliche Sensortypen zusammengeschaltet zu einem Sensorfeld, so haben die Einzelsensoren für ein bestimmtes Gas unterschiedliche Empfindlichkeiten. Damit werden charakteristische Signalmuster generiert. Diese Arrays haben aber den Nachteil, dass sie teuer sind, die Sensoren unterschiedlich stark altern und dadurch unterschiedlichen Drifterscheinungen unterliegen.

##### Virtueller Multisensor
Die chemischen Reaktionen, die auf der Oberfläche eines Gassensors ablaufen, sind von der Temperatur abhängig, so dass auch die Eigenschaften eines Gassensors von der Betriebstemperatur abhängig sind. Es bietet sich also an, einen einzelnen Sensor bei verschiedenen Betriebstemperaturen zu betreiben. Durch eine geeignete Temperaturmodulation (Temperaturzyklus, T-Zyklus) wird aus einem einzelnen Sensor ein virtueller Multisensor, der je nach Betriebstemperatur unterschiedliches Verhalten für das gleiche Gasangebot zeigt und dadurch eine Signalauswertung mit multivariaten Analysemethoden ermöglicht.
Man unterscheidet zwischen kontinuierlichen Temperaturzyklen (bspw. sinusförmig) und diskreten. Diskrete Temperaturzyklen erlauben eine schnelle Auswertung im Sekundenbereich und ermöglichen einen pulsförmigen Betrieb, d. h. Pausen zwischen den einzelnen Zyklen, was stromsparend ist und ein wichtiges Kriterium für batteriebetriebene Systeme darstellt. Solche kurzen T-Zyklen werden erst durch mikromechanisch strukturierte Substrate mit Membranstruktur ermöglicht. Die Zeitkonstante für das thermische Einschwingen auf die Solltemperatur liegt bei solchen Membran-Sensoren im Bereich von etwa 20 ms, während sie für Sensoren mit einem dicken Keramiksubstrat mehrere Sekunden beträgt. Wegen der Mikrostrukturierung der Sensoren und die dadurch gegebene kleine thermische Masse (Membran) sind Zyklenzeiten von 50 °C auf 400 °C in zehn Temperaturstufen in wenigen Sekunden möglich. Dadurch ist die Gaserkennung sehr schnell, was beispielsweise für Frühwarnsysteme von entscheidender Bedeutung ist.
Beim Entwurf von Temperaturzyklen ist darauf zu achten, dass die Sensorantwort von HL-Gassensoren bei einem Temperatursprung in Anwesenheit reduzierender oder oxidierender Gase aus zwei sich überlagernden Effekten besteht. Einerseits der Reaktion der sensitiven Schicht auf den Temperaturwechsel und andererseits die Reaktion der Schicht auf das eigentliche Gasangebot und das Einstellen eines neuen Gleichgewichtszustandes auf der Sensoroberfläche. Die chemische Reaktion auf einer Temperaturstufe läuft i. A. wesentlich langsamer ab als das schnelle thermische Einschwingen, wodurch die minimale Stufendauer durch die chemische Reaktion vorgegeben wird.

### Neuere Entwicklungen
Ein neuer Ansatz für Sensoren basiert auf so genannten Mikrocantilevern. Es handelt sich dabei um winzige Spitzen, wie sie auch in Rasterkraftmikroskopen verwendet werden. Sie werden mit einem Material beschichtet, das den gesuchten Analyten spezifisch bindet. Cantilever können wie eine Feder schwingen. Sind zusätzliche Analyt-Moleküle gebunden, ändert sich die Masse des Mikrocantilevers und damit die Frequenz, mit der er schwingt und die als Messgröße aufgenommen wird. Eine Forschungsgruppe beschichtete Cantilever aus Silicium mit einer dreidimensional geordneten Schicht aus Titandioxid-Nanoröhrchen. Titandioxid kann Stoffe gut binden, die Nitrogruppen enthalten, was z. B. für TNT und andere Sprengstoffe charakteristisch ist. Auf einem Cantilever lassen sich etwa 500.000 der Nanoröhrchen unterbringen. Der Sensor war in der Lage, noch Konzentrationen an TNT in Luft von weniger als einem ppt innerhalb von 3 Minuten nachzuweisen. Eine praktische Verwendung dieser Sensoren für ein selektives Detektorsystem für Sprengstoffe oder andere Gase steht noch aus.
Ein anderes Verfahren basiert auf sogenannten Gold-Mesoflowers, ca. 4 μm große Goldpartikel, die mit Siliciumdioxid beschichtet sind und als Träger für winzige Silber-Cluster dienen. Diese sind in einem Protein (Albumin) eingebettet. Mit Licht einer passenden Wellenlänge bestrahlt, lumineszieren die Silber-Cluster rot. Das Gold verstärkt die Fluoreszenz. Wird eine TNT-haltige Lösung aufgegeben, reagiert diese mit den Aminogruppen des Albumins zu einem Meisenheimer-Komplex. Dadurch wird das rote Leuchten der Silber-Cluster ausgelöscht. Bereits eine TNT-Konzentration von 1 ppb löscht das Leuchten. Durch Kombination mit oberflächenverstärkten Raman-Streuung (SERS, Surface-enhanced Raman Scattering) lassen sich Nachweisgrenzen bis in den Zeptomol-Bereich (10−21 mol) erreichen.